# ركين (اسم)
ركين هو اسم علم مذكر من أصل عربي، ومعناه هو صفة مشبهة، الثابت الراسخ الموثوق به المستأمن الرزين الوقور.

## شخصيات تحمل الاسم
- ركين سعد (16 ديسمبر 1989 – )

## وصلات خارجية
- موسوعة السلطان قابوس لأسماء العرب نسخة محفوظة 5 أبريل 2019 على موقع واي باك مشين.